# Rochal
Rochal (en russe : Роша́ль) est une ville de l'oblast de Moscou, en Russie. Sa population s'élevait à 20 225 habitants en 2019.

## Géographie
Rochal est arrosée par la rivière Voïmega et située à 143 km à l'est de Moscou et à 24 km — 30 km par la route — au nord-est du centre administratif du raïon dont elle dépend, Chatoura.

## Histoire
Rochal a été fondée en 1916 et s'est d'abord appelée Krestov Brod (Крестов Брод). Elle a été renommée Rochal en 1917 en l'honneur du bolchévik Semion Rochal (1896–1917). Rochal a le statut de ville depuis 1940. La ville de Rochal a longtemps été liée à l'usine de poudre fondée en 1914. Cette entreprise, devenue par la suite le Combinat chimique de Rochal (nom complet russe : Рошальский химкомбинат им. А.А. Косякова, Rochalski khimkombinat imeni A.A. Kossiakova), a cessé ses activités et la plupart des vieux bâtiments sont en ruine. Le territoire de l'ancien combinat abrite cependant plusieurs entreprises. Peu éloignée de Moscou et située dans un environnement de forêts et de plaine marécageuse, Rochal se tourne désormais vers le tourisme.

## Population
Recensements (*) ou estimations de la population
| 1926* | 1939*  | 1959*  | 1970*  | 1979*  |
| ----- | ------ | ------ | ------ | ------ |
| 5 186 | 18 620 | 21 819 | 25 271 | 25 256 |

| 1989*  | 2002*  | 2010*  | 2013   | 2014   |
| ------ | ------ | ------ | ------ | ------ |
| 23 956 | 22 407 | 20 960 | 21 132 | 21 186 |